# Actinorhytis calapparia
Genre
Espèce
Classification phylogénétique
Actinorhytis calapparia est une espèce de plantes à fleurs la famille des Arecaceae (palmiers). C'est la seule espèce validement décrite du genre Actinorhytis.

## Classification
- Sous-famille : Arecoideae
  - Tribu : Areceae
    - Sous-tribu : Archontophoenicinae [1]

## Habitat
Actinorhytis calapparia est répandue en Nouvelle-Guinée et aux Îles Salomon.
Elle pousse à l'état naturel dans les forêts tropicales humides, du bord de mer jusqu'à 1 000 mètres d'altitude.

## Description
Palmier au stipe solitaire et mince, en forme de plumeau. Il atteint parfois 12 mètres de hauteur. Les feuilles sont pennées et les fruits sont rouges, mesurant environ 6 cm.

## Usage
Les fruits sont parfois utilisés comme substitut à la noix de bétel. Certaines populations du Sud-Est de l'Asie leur attribuent des propriétés médicinales.

### Actinorhytis
- (en) NCBI : Actinorhytis (taxons inclus)
- (en) GRIN : genre Actinorhytis  H. Wendl. et Drude (+liste d'espèces contenant des synonymes)
- (en) POWO :  Actinorhytis   H.Wendl. & Drude (consulté le 8 avril 2023)

### Actinorhytis calapparia
- (en) NCBI : Actinorhytis calapparia (taxons inclus)
- (en) GRIN : espèce Actinorhytis calapparia  (Blume) H. Wendl. & Drude
- (en) POWO :  Actinorhytis calapparia   (Blume) H.Wendl. & Drude ex Scheff  (consulté le 8 avril 2023)
- Actinorhytis calapparia sur le PACSOA
- Actinorhytis sur le site du Fairchild Tropical Botanic Garden